# تشهارملة غل سرخة (مقاطعة دورة)
تشهارملة غل سرخة (بالفارسية: چهارمله گل سرخه) هي قرية تقع في قسم دورة الريفي (مقاطعة دورة) في إيران. يقدر عدد سكانها بـ 174 نسمة بحسب إحصاء 2016.